# Chastel-Nouvel
Chastel-Nouvel è un comune francese di 752 abitanti situato nel dipartimento della Lozère nella regione dell'Occitania.

## Società

### Evoluzione demografica
Abitanti censiti